# Caso Koldo
El caso Koldo, también denominado caso Ábalos, es un caso de corrupción política en España en torno al asesor político Koldo García Izaguirre, y los políticos José Luis Ábalos Meco, ministro de Fomento en los dos primeros gobiernos de Pedro Sánchez y secretario de organización del PSOE (2017-2021), y Santos Cerdán León, secretario de organización del PSOE (2021-2025).
Koldo, junto con otras diez personas, está siendo investigado en la Operación Delorme por formar parte de una presunta «organización criminal», formada para lucrarse con nueve contratos públicos de compra de mascarillas, valorados en 54 millones de euros. El nombre de la operación hace referencia al apellido del médico francés Charles de Lorme, pionero en el uso de la mascarilla entre el personal médico para evitar la transmisión de enfermedades.
Además, tras las investigaciones realizadas, la Guardia Civil considera en el informe del 8 de octubre de 2024 que el caso tendría ramificaciones a su vez en el caso Begoña Gómez o el éscandalo del Delcygate.

## Cronología

### Inicios
El Ministerio Fiscal abrió una investigación en abril de 2022 contra Soluciones de Gestión y Apoyo a Empresas S. L., la firma beneficiaria de los contratos, a raíz de una denuncia interpuesta por el Partido Popular de Madrid en marzo de 2022.
Esta comprobó que la empresa Soluciones de Gestión y Apoyo a Empresas S. L. firmó seis contratos sospechosos con la administración pública por la venta de material sanitario durante la pandemia del Covid, los cuales, no se otorgaron por licitación, sino por el procedimiento de urgencia: 
- El primero (21 de marzo de 2020) fue adjudicado por la presidencia de Puertos del Estado —dependiente del Ministerio de Transportes—, por importe de 24,2 millones de euros para la adquisición de ocho millones de mascarillas.
- El segundo (27 de marzo de 2020) adjudicado por Adif, también dependiente del Ministerio de Transportes, por 12,5 millones de euros, por cinco millones de mascarillas.
- El tercero (20 de abril de 2020), a la Secretaría de Estado de Seguridad —dependiente del Ministerio del Interior—, por un importe de 3,5 millones de euros, por suministro de material sanitario.
- El cuarto (22 de abril de 2020), adjudicado por el Gobierno de Canarias a través del Servicio Canario de Salud, por un importe de 7,3 millones de euros, por suministro de mascarillas.
- El quinto (4 de mayo de 2020), adjudicado de nuevo por el Servicio Canario de Salud, por un importe de 5 millones de euros, por suministro de mascarillas.
- Y el sexto (8 de mayo de 2020), adjudicado por el Gobierno de las Islas Baleares a través del Servicio de Salud de las Islas Baleares, por un importe de 3,7 millones de euros, por suministro de mascarillas.

La empresa facturó 54 millones de euros en, al menos, ocho contratos sanitarios durante la pandemia, obteniendo un beneficio de 17 millones de euros. Dicha empresa consiguió contratos de, al menos, tres ministerios –Interior, Sanidad y Transportes–, y de dos comunidades gobernadas por el Partido Socialista Obrero Español (PSOE) –Canarias y Baleares–. Este entramado acababa en una sofisticada red de sociedades en Luxemburgo y una empresa brasileña: Suro Capital Brasil Participacoes LTDA, a través de una cuenta en la entidad financiera Banco Itau BBA. Con ello, y según la investigación, se pretendía dificultar el seguimiento y la trazabilidad del dinero.
Anteriormente, en 2020, el abogado aragonés Ramiro Grau Morancho había alertado por carta en seis ocasiones a la Presidencia del Gobierno de la situación de la empresa Soluciones de Gestión y Apoyo a Empresas S. L., que parecía haberse convertido en proveedor exclusivo de material sanitario del Ministerio de Transportes, pese a no tener experiencia en este tipo de operaciones. Grau también denunció el caso ante la Fiscalía General del Estado y el Tribunal Supremo, que desestimó la querella.

### Operación Delorme e investigación en la Audiencia Nacional
El 6 de septiembre de 2023, la Fiscalía Anticorrupción se querella contra siete personas en la Audiencia Nacional, entre ellas Koldo García, exasesor personal del ministro de Transportes José Luis Ábalos entre 2018 y 2021, asumiendo la causa el juez Ismael Moreno Chamarro, del Juzgado Central de Instrucción n.º 2 de la Audiencia Nacional.

#### Detenciones
El 21 de febrero de 2024, la Guardia Civil detiene a 20 personas, entre ellas Koldo García y su mujer Patricia Úriz —detenidos en su domicilio en Alicante—, acusando al primero de aprovecharse de sus relaciones personales con diversas autoridades y funcionarios públicos del Gobierno de Pedro Sánchez y del Partido Socialista para conseguir contratos para la empresa Soluciones de Gestión y Apoyo a Empresas S. L., recibiendo de esta comisiones en metálico en contraprestación. Además, la Fiscalía Anticorrupción señala que Koldo García casi cuadruplicó los ingresos en efectivo y aumentó notablemente su patrimonio en el periodo 2020-2022, con la adquisición de diversos bienes inmuebles —entre otros, tres pisos en Benidorm—, cuyo valor podría alcanzar un millón y medio de euros. Koldo utilizó a terceras personas, próximas a su círculo familiar, para ocultar o dificultar el rastro de los bienes.
Las otras dieciocho personas más detenidas el mismo día por la Guardia Civil, catorce quedaron en libertad el mismo día 21 tras declarar ante la UCO, y otras cuatro fueron puestas en libertad el día 22, tras pasar a disposición judicial. Además, se realizaron veintiséis registros domiciliarios y requerimientos en ocho provincias. Entre los detenidos se encuentra un hermano de Koldo, Joseba García, el cual, la Fiscalía Anticorrupción determina que multiplicó por veintisiete los ingresos en metálico.
El 22 de febrero, el juez instructor Ismael Moreno dejó en libertad a Koldo García, que se negó a declarar.

#### Traslado de parte del caso a la Fiscalía Europea
Tras tener conocimiento de que en junio de 2023, la Fiscalía Anticorrupción, dirigida por Alejandro Luzón informó a los fiscales delegados europeos, a través de un decreto, las posibles irregularidades en varios contratos de compras de mascarillas suscritos por los gobiernos de Canarias —presidido por el socialista Ángel Víctor Torres— y Baleares —presidido por la también socialista Francina Armengol— en 2020 y el avance de la causa del juez Ismael Moreno en la Audiencia Nacional, el grupo Ciudadanos en el Parlamento Europeo presentó un escrito ante Codruța Kövesi, fiscal jefe de la Fiscalía Europea, para denunciar el presunto uso ilícito de los fondos del Fondo Europeo de Desarrollo Regional (FEDER), en la compra material sanitario en las etapas iniciales de la pandemia (2020) a través de los mecanismos Response Investment Initiative (CRII), Coronavirus Response Investment Initiative Plus (CRII+) y el paquete ReactEU que la Unión Europea facilitó a España y a otros Estados miembros. 
El 26 de febrero de 2024, el juez Ismael Moreno ordenó que se entregara a la Fiscalía Europea una copia de la querella de la Fiscalía Anticorrupción, junto con un informe relativo a las adjudicaciones de compra de mascarillas a la empresa Soluciones de Gestión y Apoyo a Empresas S. L., tras la reclamación que cursada por la Fiscalía Europea y el levantamiento el secreto de las actuaciones.
Mientras tanto, el Juzgado Central de Instrucción continuó investigando los órganos de los ministerios de Transportes e Interior. Se cita a declarar al presunto cerebro de la trama, el empresario Juan Carlos Cueto, quien pudo obtener un beneficio superior a los seis millones con los contratos para el 28 de febrero de 2024.
El 4 de marzo de 2024, la Fiscalía Europea comunicó que la puesta en marcha la investigación sobre la compra de mascarillas por parte de los Gobiernos autonómicos de Baleares y Canarias. Siendo el juez Manuel García-Castellón —titular del Juzgado Central de Instrucción Número 6 de la Audiencia Nacional— nombrado juez de garantías en la investigación abierta por la Fiscalía Europea. Aunque el juez español se hará cargo de las diligencias secretas de la Fiscalía de la Unión Europea centradas en las adjudicaciones realizadas por vía directa y trámite de urgencia por parte de los gobiernos de los socialistas de Torres y de Armengol en los momentos más duros de la pandemia del Covid a la empresa Soluciones de Gestión S.L., serán los fiscales europeos quienes dirijan la investigación.
El 14 de marzo de 2024, Johanes Hahn, comisario europeo de Presupuesto y Asuntos Administrativos de la Unión Europea, señaló la preocupación que el caso Koldo está generando en Bruselas, ya que podrían verse implicados fondos de la Unión Europea. Hahn advirtió que serán muy rigurosos con la investigación, con el fin de proteger a los contribuyentes europeos. Por su parte, Mónica Hohlmeier, presidenta de la Comisión de Control Presupuestario, solicitó al gobierno español que colabore con la Fiscalía Europea y garantice una cooperación total para esclarecer los hechos y encontrar a los culpables.
Por otro lado, los contratos con la administración autonómica balear también mancharon el nombre del PP Balear, ya que, tras la llegada al poder en las elecciones autonómicas y municipales del 28 de mayo, la inacción del nuevo Gobierno de las Islas Baleares hizo que el expediente de reclamación del importe de las mascarillas defectuosas de la trama caducase. Según los populares, lo decidieron debido a que el expediente estaba «abocado al fracaso», considerando más óptimo declarar la nulidad del contrato, aunque, los socialistas baleares pidieron la dimisión de la consejera de Salud, Manuela García, y del director de IBSalut, Javier Ureña.
Los días 9 y 10 de abril de 2024, La Fiscalía Europea, a través de agentes de la Policía Judicial de la Guardia Civil, incautó diversa documentación sobre la compra de mascarillas a la empresa de Soluciones de Gestión, por parte de los gobiernos socialistas de Baleares y Canarias. Se corroboró que la compra de mascarillas a dicha empresa se efectuó por 3,7 millones de euros por parte del gobierno balear, y 12 millones por parte del gobierno canario. Además, la Fiscalía Europea sospecha de irregularidades en compras de material sanitario por casi 32 millones de euros, en el primer caso mascarillas, por el que se abonaron dos millones de euros por adelantado, para pagar un millón de mascarillas a una empresa no sanitaria, y que nunca se recibieron.
En junio de 2024, la Fiscalía Anticorrupción solicitó al instructor del caso, el juez Ismael Moreno, la petición al Tribunal Supremo de que la Fiscalía Europea no se quedase con la totalidad de la investigación sobre los contratos Covid concedidos a la compañía Soluciones de Gestión, sino sólo a los que afectan a los fondos europeos.

#### Retorno del caso a la Audiencia Nacional
En un auto del día 26 de julio de 2024, el Tribunal Supremo dejó el caso en la Audiencia Nacional argumentando que los intereses financieros de la Unión Europea no se vieron afectados.
El 8 de octubre de 2024, la Unidad Central Operativa (UCO) de la Guardia Civil entrega al juez Moreno un informe en el que atribuye un papel relevante en la trama al exministro José Luis Ábalos, recibiendo en agradecimiento varios inmuebles como un chalet, de parte del comisionista De Aldama. La UCO considera que la trama va más allá de los contratos irregulares de la venta de mascarillas, ya que, De Aldama se valió de su relación con Koldo-Ábalos para influir en la concesión final del rescate a Air Europa, tras una reunión entre el mencionado empresario, la exministra Nadia Calviño y el presidente del Gobierno, Pedro Sánchez. Además, De Aldama estuvo presente en el escándalo del Delcygate, la visita de la entonces vicepresidenta venezolana, Delcy Rodríguez, la cual tenía prohibida la entrada a espacio Schengen, con el exministro Ábalos. Allí se trataron temas como la compraventa de oro venezolano. La UCO indica que la visita podría haber tenido el beneplácito de Sánchez, pues este podría estar detrás de «el 1», un supuesto superior al que se refieren los encausados en sus conversaciones halladas en los dispositivos electrónicos intervenidos.
El 23 de octubre de 2024, el juez instructor de la Audiencia Nacional eleva una exposición razonada al Tribunal Supremo para pedir la imputación de Ábalos, debido a su condición de aforado en el Congreso de los Diputados.
El 21 de noviembre de 2024, el empresario Víctor de Aldama, en prisión provisional por otro caso de presunto fraude del IVA de hidrocarburos más de 180 millones, declara voluntariamente ante el juez Moreno. De Aldama afirma que otorgó mordidas al jefe de gabinete de la ministra Montero (25.000 euros), a Koldo (200.000 euros), al exministro Ábalos (400.000 euros) y, a su sucesor como secretario de organización del PSOE, Santos Cerdán (15.000 euros). También afirma en sede judicial que Pedro Sánchez pidió conocerle personalmente y le invitó a un acto del PSOE para agradecerle sus actuaciones. Tras ello, se reunió diversas veces en Moncloa con la ministra Ribera y Begoña Gómez. Según De Aldama, él mismo participó en la organización del viaje de Delcy Rodríguez a España, organizando una cena con diversos ministros y el propio Sánchez.
El mismo día, el juez Santiago Pedraz, que investiga el caso de los hidrocarburos, deja en libertad a De Aldama por su confesión y colaboración con la justicia previa solicitud de la Fiscalía Anticorrupción. Al salir de la prisión de Soto de Real manda un mensaje ante los medios de comunicación: «Que no se preocupe el señor Sánchez, que va a tener pruebas de todo».
El 12 de mayo de 2025, el diario El Mundo filtra unos mensajes de Whatsapp, de noviembre de 2021, entre Pedro Sánchez y José Luis Ábalos, meses después de ser cesado este último como ministro y como número tres del PSOE. En ellos, Sánchez le dice a Ábalos: «Buenos días, José Luis. Hace tiempo que no hablamos. Te escribo para trasladarte mi solidaridad ante los infundios que, por desgracia, estamos viendo en los medios. Un abrazo». A continuación mantuvieron un contacto esporádico, felicitándose los cumpleaños y compartiendo reflexiones políticas. Después de las elecciones generales de 2023, el presidente le escribió: «Gracias, José Luis. La verdad es que he echado de menos muchas veces trabajar contigo. Siempre he valorado mucho tu criterio político. También tu amistad. En fin. Te mando un abrazo».
El 20 de mayo de 2025 el juez Moreno imputa a Isabel Pardo de Vera, hermana de la conocida periodista Ana Pardo de Vera, por malversación de caudales públicos y tráfico de influencias durante su etapa como presidenta de Adif. Esta decisión fue tomada tras su declaración como testigo en el Tribunal Supremo, la diversa documentación recogida en el mencionado informe de la UCO del 9 de abril de 2025 y el posicionamiento a favor de la Fiscalía Anticorrupción.
El 26 de mayo de 2025, el diario El Confidencial filtra unos audios en los que Leire Díez Castro, militante socialista y persona de confianza del, por aquel entonces, secretario de Organización del PSOE Santos Cerdán, se reunió en febrero de 2025 con el abogado Jacobo Teijelo y diferentes empresarios como Javier Pérez Dolset y Alejandro Hamlyn en una operación clandestina para buscar información comprometedora y acabar con la persona al frente de la unidad policial que investiga el caso Koldo, el caso Begoña Gómez y el caso David Sánchez (el Departamento de Delincuencia Económica de la UCO), el teniente coronel Antonio Balas Dávila. Con los objetivos de invalidar las causas judiciales, también buscaba información sobre Juan Vicente Bonilla, capitán de la UCO que inició la investigación en su fase más primogénita, y sobre José Grinda, fiscal de Anticorrupción que participó en la causa del 3% contra Convergència Democràtica de Catalunya y contra Carles Puigdemont. A cambio, con gran autoridad Leire Díez ofrecía a estos empresarios, con problemas con la justicia, tratos de favor con la Fiscalía y la Abogacía del Estado.
Dos días después, El Confidencial filtra un nuevo audio de septiembre de 2024 en el que Javier Pérez Dolset, empresario presente en la reunión mencionada de febrero de 2025, reconocía lo siguiente: «Esto es Pedro Sánchez, directamente con Cerdán, con Santos Cerdán, y directamente con Leire. Y además hay muy poca gente adicional que tenga la información y así va a seguir»
Además, según publica El Mundo, Leire Díez también se reunió con el comandante de la Guardia Civil imputado en el procedimiento, Rubén Villalba, para obtener más información sensible para anular los procedimientos judiciales y silenciar a Víctor de Aldama a cambio de protección judicial y rehabilitación de su cargo. Esto corroboraría lo que Aldama afirmó en una entrevista en marzo de 2025 en El programa de Ana Rosa: «Hay tres personas que son los fontaneros o llamémoslo las cloacas del PSOE, que están bajo mando de Santos Cerdán. Son Javier Pérez Dolset, Jacobo Teijelo y Leire Díez. Se están poniendo en contacto con empresarios y gente para ofrecerles indultos y para ofrecerles tratos de favor siempre y cuando declaren contra mí, mientan sobre mí».
El 21 de julio de 2025 declararon como imputados en la Audiencia Nacional la expresidenta de Adif Isabel Pardo de Vera y al exdirector general de Carreteras Francisco Javier Herrero Lizano. A continuación, el juez de la Audiencia Nacional Ismael Moreno les retiró el pasaporte y prohibió su salida de España. La Audiencia Nacional vió indicios consistentes a tenor de las nuevas evidencias aportadas por la Guardia Civil en su informe del 5 de junio. Según dichos indicios, tanto Pardo de Vera como Herrero pudieron prestar asistencia a las directrices del ministro José Luis Ábalos, a través de su asesor Koldo García, para conseguir los contratos millonarios. 

### Investigación en el Tribunal Supremo
El 22 de enero de 2025 el Pleno del Congreso de Diputados aprobó por unanimidad conceder el suplicatorio solicitado por el Tribunal Supremo para poder investigar al exministro José Luis Ábalos, diputado por Valencia, abriendo el juez Leopoldo Puente otra línea de investigación paralela a la del juez Ismael Moreno de la Audiencia Nacional.
El 9 de abril de 2025, la UCO entrega al magistrado Puente un nuevo informe en el que revela que Javier Hidalgo, CEO de Globalia, recurrió a Begoña Gómez para gestionar el rescate a Air Europa ante la falta de acuerdo. En una de las conversaciones extraídas, Víctor de Aldama le dice a Koldo que: «[Hidalgo] está muy jodido por el tema este, se está buscando la vida y acaba de llamar a Begoña». A continuación, la esposa del presidente del Gobierno e Hidalgo mantuvieron dos encuentros en secreto. Según la Guardia Civil, también Ábalos participó en la mediación para el rescate, recibiendo como contraprestación de parte de Globalia la estancia durante 3 semanas de agosto de 2020 en un chalé en Marbella.
Además, en el informe se apunta que se enchufó a Jéssica, pareja extramatrimonial del exministro Ábalos, en la empresa pública Ineco, mediante unas conversaciones entre Koldo y la entonces presidenta de Adif, Isabel Pardo de Vera. El primer mensaje se produce el 11 de febrero de 2019 en el que Koldo le dice: «Sólo una cosa, que llamen a la chica para que inicie los trámites para la contratación como administrativa de Joseba, que si no José me corta los huevos». Según constata la UCO, Jéssica estuvo viviendo durante tres años en un piso en la plaza de España de Madrid pagado por la trama como contraprestación económica a Ábalos. Además, Pardo de Vera también habría participado en la renovación del contrato en noviembre de 2019. Durante ese año, el exministro también le pidió a Koldo contratar a otra pareja suya, la Miss Asturias Claudia Montes en la empresa pública Logirail. Está plasmado en un mensaje del 8 de octubre de 2019: «¿A la de Gijón no la pueden contratar en Renfe, Adif o alguna de sus subcontratas?».
El 12 de junio de 2025, el juez Puente levanta el secreto de la pieza separada abierta a raíz de la recepción el pasado 5 de junio de un nuevo informe de la Unidad Central Operativa de la Guardia Civil. En este se apunta al sucesor de Ábalos como secretario de Organización del PSOE, Santos Cerdán, como gestor de comisiones en contratos de obras públicas alrededor de la geografía nacional. La UCO afirma que, con la colaboración de Pardo de Vera, se adjudicaban múltiples obras a empresas afines como Acciona SA, LIP y OPR entregando en contraprestación mordidas de más de 600.000 euros. Como se describe en los audios transcritos, que la Guardia Civil halló en un disco duro durante el registro del domicilio de Koldo, estas eran otorgadas a Ábalos, a su exasesor y al propio Santos Cerdán actuando como una presunta organización criminal. Además, en el informe se apunta a la posibilidad de que, además del beneficio personal de los implicados, parte de las mordidas fueran a parar a las arcas del PSOE, incurriendo en un grave delito de financiación ilegal.
La UCO también afirma que Koldo pidió a Santos Cerdán enchufar a su amiga íntima Nicole Neacsu, la cual, siguiendo el mismo modus operandi que con Jéssica Rodríguez, consiguió un contrato en la empresa pública Emfesa, vinculada a Adif. También se hallaron nuevas pruebas que sugieren que Pedro Sánchez podría haber estado al tanto de las actividades ilegales de Koldo y Ábalos.
El 30 de junio de 2025, el magistrado del Tribunal Supremo Leopoldo Puente envía a prisión al, hasta el momento, secretario de organización del PSOE, Santos Cerdán, ante la negativa de este de contestar a las preguntas formuladas en el interrogatorio judicial. El magistrado consideraba que existía un riesgo de fuga del mencionado imputado y de destrucción de pruebas. Semanas después, su defensa presenta un recurso para salir de prisión, aunque el Tribunal Supremo lo rechaza ante el riesgo que supondría para la investigación.

## Principales implicados
Además de José Luis Ábalos y Santos Cerdán, —ambos secretarios de Organización del PSOE— se encuentran las siguientes personas. A todos ellos, la Fiscalía Anticorrupción atribuye presuntos delitos de: organización criminal, blanqueo de capitales, cohecho, delitos contra la Hacienda Pública y Tráfico de influencias.

### Juan Carlos Cueto
Juan Carlos Cueto Martín es un empresario español. Según la investigación es el máximo responsable del conglomerado empresarial Grupo Cueto, que se habría servido de Soluciones de Gestión y Apoyo a Empresas S. L. como empresa instrumental. El Grupo Cueto habría obtenido 9,6 millones de euros gracias a los contratos públicos.
Cueto tiene abierta otra causa en la Audiencia Nacional relativa al caso Defex, la venta de material policial a terceros países, por la que está procesado. La Fiscalía solicita 55 años de prisión por comisionar 93 millones a través de la mercantil Comercial Cueto 92, dentro de una Unión Temporal de Empresas (UTE) con la empresa pública Defex, en un contrato de 153 millones, realizado en el mes de junio de 2008 con el Gobierno de Angola. De estos 93 millones unos setenta acabaron desviados a una telaraña tejida desde Suiza por Beatriz Paesa, sobrina de Francisco Paesa; y 41 aparecieron en una cuenta de Cueto en Luxemburgo. Un destino que también aparece en fondos del caso Delorme.
El juez Ismael Moreno Chamarro llamó a declarar a Juan Carlos Cueto como imputado por el presunto cobro ilegal de comisiones por la compra de mascarillas. Cueto sería, según las investigaciones, el supuesto cerebro de la trama al controlar de hecho la empresa Soluciones de Gestión y Apoyo a Empresas SL.El juez le ha impuesto la prohibición de salir de España sin autorización judicial, tras asegurar Cueto que obtuvo escaso beneficio y que solo trataba de ayudar en plena pandemia. Al estar en el extranjero, no pudo ser detenido el 21 de febrero como el resto de implicados, por lo que habría tenido tiempo para borrar rastros y destruir pruebas.

### Víctor de Aldama
Víctor Gonzalo de Aldama Delgado (Madrid, 1978) es el empresario de Soluciones de Gestión y Apoyo a Empresas S. L. y presidente del Zamora Club de Fútbol. En 2018, Víctor Aldama, a través del Grupo VIVIR —especializado en inversiones inmobiliarias—, ofreció al club de futbol castellano y leonés asumir la deuda, sanear el club y convertirlo en sociedad anónima. A través de sus contactos con el estado de Oaxaca (México) consiguió tres patrocinadores para el club: Oaxaca, Huatulco y Cavall 7. Con los ingresos obtenidos, el club saneó sus cuentas y consiguió abandonar la Tercera División y regresar a Segunda B. Más adelante Víctor fue nombrado cónsul honorario de Georgia en Zamora (2021).
En un viaje a México (2018) Aldama conoció a José Luis Ábalos y a Koldo García. Ambos volvieron a coincidir en otro viaje (febrero de 2019). El hermano de Víctor, Rubén de Aldama, es policía nacional y según la UCO pudo desempeñar funciones de escolta de Ábalos, formando parte de su equipo de seguridad.
Anteriormente, cuando José Luis Ábalos recibía la cartera de Fomento del exministro Íñigo de la Serna, entre los escoltas del ministro socialista se encontraba Rubén Aldama, hermano de Víctor. El 31 de agosto de 2018, Rubén envió un mensaje a su hermano Víctor con el contacto de Koldo García y estas palabras «lo tienes a huevo para hacer cosas». Según la investigación del UCO, Aldama era el elemento corruptor que conectaba la Administración estatal —en este caso, el ministerio de Transportes— con las estructuras societarias que se encontraban en su esfera de control, tanto para obtener beneficios económicos directamente derivados de su labor en el ministerio como para poder pagar contraprestaciones económicas. Según la investigación, Víctor de Aldama le entregaba a Koldo García pagos periódicos de diez mil euros en efectivo. Estos pagos que comenzaron, al menos desde el 18 de diciembre de 2019, continuaron después del cese de Koldo, —julio de 2021—, cuando Pedro Sánchez prescindió de Ábalos, sin dar explicaciones.
La investigación sitúa a Víctor de Aldama junto con el empresario Juan Carlos Cueto al frente de un proyecto conjunto para obtener un beneficio de 5,5 millones de €, cerca del diez por ciento del valor total de las adjudicaciones.
Aldama también está implicado en el Delcygate. Él acudió al aeropuerto Adolfo Suárez Madrid-Barajas en la noche del 19 de enero de 2020 para recibir a la vicepresidenta venezolana, Delcy Rodríguez, en su polémica escala en Madrid, cuando tenía prohibida su entrada en territorio comunitario, por las sanciones de la Unión Europea al Gobierno de Nicolás Maduro. En el vuelo también venía el empresario Jorge Giménez, presunto testaferro de Rodríguez y quien habría hecho pagos en efectivo a Aldama. 

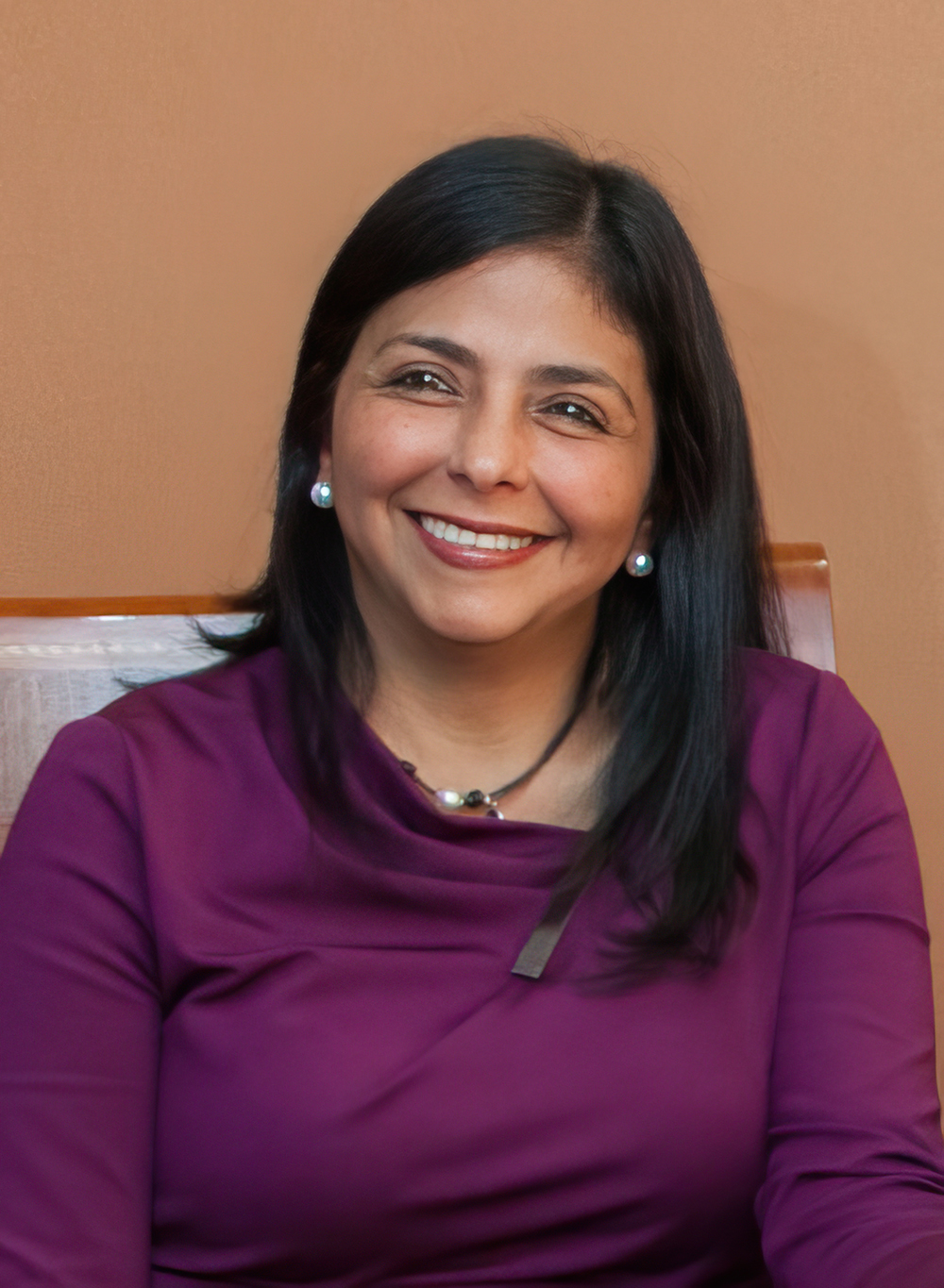
Vicepresidenta venezolana Delcy Rodríguez, protagonista del polémico Delcygate al ser recibida en el Aeropuerto de Madrid-Barajas en enero de 2020 por el ministro José Luis Ábalos.

Según la investigación, Koldo García y Víctor de Aldama convirtieron el despacho de Koldo en el epicentro de la presunta trama corrupta. En el despacho del ministerio de Transportes, idearon y pusieron en marcha la presunta maquinación que investiga el magistrado Ismael Moreno junto a la UCO de la Guardia Civil. La continua presencia de Aldama en el ministerio de Transporte causó cierto malestar, hasta el punto que el propio ministro Ábalos, ante el continuo trasiego de empresarios, además del propio Aldama, por los pasillos del ministerio, prohibió a Koldo que siguiera metiendo a De Aldama en el ministerio. De Aldama también tenía intereses económicos propios en el Ministerio de Transportes, ya que trabajaba como asesor del Grupo Globalia, cabecera de Air Europa. De Aldama asistió al Delcygate, con la intención de que el gobierno venezolano devolviera el dinero que debía a Globalia. De Aldama solicitaba cinco millones de dólares del Gobierno de Nicolás Maduro, que finalmente no recibió. A cambio De Aldama contribuiría a que el gobierno de Pedro Sánchez fuese favorable a rescatar la aerolínea.
Santiago Pedraz, juez de la Audiencia Nacional decretó el ingreso en prisión incondicional para Víctor de Aldama (10 de octubre de 2024) por su implicación en la causa que investiga un presunto fraude del IVA de hidrocarburos de más de 180 millones de euros. El 10 de octubre se 2024 la UCO descubrió en el computador del comisionista Víctor de Aldama una foto de la orden de compra-venta de 104 barras de oro por 68.498.254 dólares del FONDEN con Bancasa SA., el viaje de Delcy fue autorizado por Pedro Sánchez en 2020 conocido como el Delcygate.
A Aldama también se le ha relacionado con el testaferro gallego David Barreiro Nogaledo, conocido por haber participado en la llegada del accionista qatarí a El Corte Inglés, quien fue investigado judicialmente por blanqueo y apropiación indebida en el marco de esta operación.
En octubre de 2024 Aldama renuncia a la presidencia del Zamora Club de Fútbol
Aldama trató de utilizar su posición e influencias en el Gobierno de España, en el PSOE y en el Gobierno de Venezuela para abrir negocios tanto a través de importantes compañías del Ibex 35, como de empresas públicas españolas dependientes del ministerio de Transportes. Según el informe de la UCO, el intercambio de mensajes entre el ministro Abalos y el presidente del Gobierno permite apreciar como Aldama a través de Ábalos obtuvo el beneplácito de Pedro Sánchez para la visita de Delcy.

### Koldo García
Koldo García Izaguirre (Baracaldo, 1970) es un asesor político español. Fue chófer y asistente personal del político socialista José Luis Ábalos, ministro de Fomento en el primer gobierno de Pedro Sánchez (2018-2020) y de Transportes en el segundo (2020-2021); además de concejal del Ayuntamiento de Huarte (Navarra). Está investigado como principal sospechoso de la trama.
Nacido en la localidad vizcaína de Baracaldo en 1970, durante su juventud quiso ser Guardia Civil pero, al tener dos antecedentes policiales, no lo consiguió. En 1995 había sido condenado a dos años, cuatro meses y un día de cárcel y al pago de 626 000 pesetas, por haber lesionado con una porra a un vecino del Valle de Aranguren, que recibió catorce puntos de sutura en la cabeza, cuando Koldo trabajaba como vigilante de seguridad en las obras de construcción del vertedero de Góngora. Posteriormente, fue indultado por el gobierno de José María Aznar. Años después, en 2011, volvió a ser condenado por estar implicado durante los Sanfermines —el 11 de julio de 2010—, en una pelea junto a un agente de la Policía Nacional en la que resultó herido un joven de dieciséis años. Fue condenado a pagar una multa de novecientos euros.
Trabajó como portero en un club nocturno en Pamplona llamado Rosalex. Gracias a Santos Cerdán, comenzó a trabajar como escolta del sindicalista socialista Nicolás Redondo. Afiliado al PSOE, a UGT y a la plataforma Stop Desahucios, fue concejal del Partido Socialista de Navarra (PSN) en la localidad navarra de Huarte durante la legislatura 2011-2015.
Koldo, era el «chico para todo» en las primarias de Pedro Sánchez y de su círculo más cercano, al que llegó de la mano de Santos Cerdán. Incluso Pedro Sánchez relata en su libro Manual de resistencia que Koldo García fue el encargado de custodiar los 57 000 avales que había recogido para ser candidato a secretario general del PSOE en las primarias celebradas el 21 de mayo de 2017. Años antes, en 2014, el propio Pedro Sánchez le había calificado como «uno de los gigantes de la militancia» en tierras navarras, y «un referente político en la lucha contra los efectos de la crisis y las políticas de la derecha». Koldo actuaba entonces como uno de los fontaneros del equipo de Pedro Sánchez en Ferraz.
En 2018, Koldo comenzó a trabajar como chófer personal y escolta para José Luis Ábalos, que era por aquel entonces Secretario de Organización del PSOE. Posteriormente (junio de 2018), al ser nombrado Ábalos Ministro de Fomento, nombró a Koldo como su asesor principal. Al año siguiente, Ábalos le nombró consejero de Renfe Mercancías y vocal del consejo rector de Puertos del Estado, pese a no tener ninguna experiencia previa en ese sector; mientras su mujer, Patricia Úriz, accedió a un puesto de secretaría en el Ministerio de Transportes.
El 20 de enero de 2020, Koldo García fue el chófer que trasladó al ministro José Luis Ábalos al aeropuerto Adolfo Suárez Madrid-Barajas para que se encontrara con la vicepresidenta de Venezuela, Delcy Rodríguez, que desde noviembre de 2017 tenía prohibido el ingreso al territorio de la Unión Europea. El encuentro fue conocido como Delcygate.
Koldo recibió 10000 euros en metálico, de manera periódica desde República Dominicana, según se desprende de la investigación. La Guardia Civil encontró en su casa anotaciones manuscritas del propio Koldo, que señalan que recibió 10000 euros, la misma cuantía aparecida en un documento compartida por WhatsApp llamado 4 mosqueteros, del que son miembros: Víctor de Aldama, César Moreno, Javier Serrano e Ignacio Tapia. 

### Joseba García Izaguirre
Joseba García Izaguirre es hermano de Koldo. Su trayectoria comenzó en la empresa pública INECO, especializada en la movilidad sostenible y en la transformación digital. En ese momento José Luis Ábalos era ministro de Fomento. Joseba trabajó allí —entre 2019 y octubre de 2021—, con un contrato temporal de asistencia técnica de obra para un contrato de Adif. Meses después —el 1 de marzo de 2022—, Joseba fichó por Emfesa, regresando al Ministerio de Transporte, donde continúa desde entonces.
La investigación le sitúa ocultando la titularidad de inmuebles pagados con comisiones. Él y su exesposa ingresaron 1,5 millones de euros en el periodo 2017-2022.

### Francisco Javier Herrero Lizano
(Madrid, 1957). Javier Herrero es ingeniero de Caminos, Canales y Puertos en la Universidad Politécnica de Madrid (1981). Completó su formación universitaria con dos masteres en Mercados Bursátiles y Derivados Financieros en la UNED, y en Dirección de Sistemas Informáticos y de Comunicaciones en el Instituto Nacional de Administración Pública. Es miembro del Consejo de Administración de Adif-Alta Velocidad y del Cuerpo del Cuerpo Superior de Administradores Civiles del Estado. Es viudo y tiene dos hijos.
Ha ocupado diversos cargos en el Ministerio de Fomento: Subdirector General de Construcción de Carreteras, Jefe de Gabinete y Vocal Asesor del Secretario General de Infraestructuras, Jefe de Gabinete de la Subsecretaria, y Director de la División de Expropiaciones Ferroviarias e Inspector General. También ha sido profesor asociado en la Escuela de Ingenieros de Caminos de la Universidad Politécnica de Madrid y miembro de diversos consejos de Administración —INECO, Ingeniería de Sistemas para la Defensa de España S.A. (ISDEFE), TRAGSATEC y Autopistas de Navarra, S.A (Audenasa), así como Vocal en la Comisión Permanente del Hormigón y Miembro del Consejo General del Colegio de Ingenieros de Caminos. Fue Director General de Carreteras (hasta octubre de 2022).
El magistrado Ismael Moreno, sostiene que Herrero, a petición de Koldo García, habría beneficiado de manera recurrente a diferentes constructoras —entre otras, Acciona y LIC—, para la obtención presuntamente fraudulenta de contratos de obra pública.

### José Luis Rodríguez García
José Luis Rodríguez García, subteniente de la Guardia Civil ya jubilado, que estuvo destinado en el Ministerio de Transportes, mantuvo diversas reuniones con Koldo García. Según la investigación, es una pieza clave en la gestión de los contratos investigados. Aparece como empleado del Grupo Cueto.
La Fiscalía le sitúa en una operación de compra de fincas en la comarca de Valdeorras (Orense), donde según los investigadores se invirtieron parte de los beneficios de los contratos de las mascarillas, con las plusvalías de Soluciones de Gestión y Apoyo a Empresas S. L.

### Íñigo Rotaeche Lachiondo
Íñigo Rotaeche Lachiondo es un empresario vasco. Aunque la investigación sostiene que Juan Carlos Cueto era el responsable de Soluciones de Gestión y Apoyo a Empresas S. L., Íñigo Rotaeche aparece como el titular de esta empresa, que aumentó sustancialmente sus ingresos, pasando de cero a 54 millones de euros de beneficios, entre 2019 y 2020. Tras declarar el 29 de febrero de 2024, quedó en libertad sin medidas cautelares.

### Rubén Villalba Carnerero
Rubén Villalba Carnerero es un comandante de la Guardia Civil. Fue detenido el 4 de marzo de 2024, en Córdoba. Es investigado en una pieza separada de la causa por los delitos de cohecho y pertenencia a organización criminal. Está acusado de informar a los componentes de la trama de la investigación que la Unidad Central Operativa (UCO) estaba realizando sobre la trama corrupta que salpica a altos cargos del Gobierno de Pedro Sánchez. Trabajaba, desde octubre de 2023, como agregado del Ministerio de Interior en la embajada española en Caracas. Anteriormente estuvo destinado en dos Servicios de Información de la Guardia Civil (SIGC): la Unidad Central Especial-1 (UCE-1), especializada en el terrorismo de ETA, y la Unidad Central Especial-1 (UCE-2), dedicada al terrorismo yihadista.
Rubén recibió 2000 euros mensuales del empresario Víctor de Aldama, y sus socios —César Moreno, Javier Serrano e Ignacio Díaz Tapia—, presuntamente por diversas gestiones y favores. Según los chats intervenidos, al menos parte de ese dinero procedía de cantidades que tenían en República Dominicana. Los pagos se realizaban a través de Arancha, una empleada de un laboratorio. El propio Rubén envió audios de voz y una fotografía suya a otros implicados, lo que le acabaron delatando.

### Patricia Úriz Iriarte
Patricia Úriz Iriarte (Pamplona, 1976) es la esposa de Koldo García. Patricia era militante del PSOE-PSN. Tanto ella como Koldo eran habituales en las listas del Partido Socialista de Navarra (PSN) de Huarte, una localidad cercana a Pamplona, donde Koldo consiguió un puesto de concejal en las elecciones municipales de 2011, pese a obtener tan solo 170 votos. Patricia se presentó de cabeza de lista en las elecciones municipales de 2015, pero no resultó elegida. Con todo, años después, sus vínculos con el PSN la llevaron a ocupar el puesto de vocal de Bienestar Social en la Ejecutiva del PSN.
En 2015, se presentó a las elecciones autonómicas de Navarra en 2015, ocupando el puesto número 29 en las listas del PSOE-PSN, que encabezaba María Chivite, presidenta de la Comunidad Foral (desde 2019). Durante la pandemia del Covid-19, fue colocada como ayudante de secretaría en el Ministerio de Transportes, que dirigía José Luis Ábalos. El puesto era uno de los más altos a los que podía optar por su formación. Todo ello, a pesar de que en su currículum figuraba que era técnica en actividades turísticas y riesgos laborales, con una nula experiencia específica en el ramo de los transportes.
Tras su implicación en el caso Delorme, el PSN la ha suspendido de militancia. Patricia es la titular de gran parte de los bienes adquiridos por su familia, gracias a un incremento patrimonial estimado en 1,4 millones de euros entre 2017 y 2022.Patricia y su marido Koldo, poseen cuatro casas en Benidorm, dos en Palop de la Marina (Alicante), una en Carmena (Toledo) y otra en Huarte (Navarra). Una vivienda de 115.000 euros fue adquirida por Koldo y Patricia a nombre de su hija menor y sin necesidad de hipoteca. También constan en la investigación traspasos injustificados entre diversas cuentas. Las pesquisas apuntan a que Úriz controlaba el patrimonio de su marido y de Joseba García, y que montó una empresa para justificar pagos.

### Daniel Sierra Monedero
Titular de la empresa Pizarras Santa Bárbara SL, una empresa tapadera que formaba parte del conglomerado Cueto. Administrador de Soluciones de Gestión y Apoyo a Empresas S. L.

### José Ángel Escorial Senante
Administrador de Soluciones de Gestión SL en la época de la ejecución de los contratos, a través de su empresa Purdey Investments SL. Relacionado con Juan Carlos Cueto. También señala que transfirió dinero a la empresa de Grupo Cueto a finales de 2023 y principios de 2024 para «aliviar los problemas de liquidez de esta sociedad». Parte del dinero investigado en las cuentas de Soluciones de Gestión SL se destinó a Purdey Investments SL y otras empresas de José Ángel.

### Piedad Losada
Era la mujer de confianza de Juan Carlos Cueto. Tenía cargos en distintas sociedades del Grupo empresarial.

### Israel Pilar Ortiz
Empresario y presidente de la consultora tecnológica Sortis. Investigado por la Audiencia Nacional como uno de los partícipes, junto con sus sociedades vinculadas, en el flujo de comisiones derivadas de los contratos. Está considerado la «llave», haciendo de puente entre los proveedores de las mascarillas y Soluciones de Gestión y Apoyo a Empresas S. L.

### Rogelio Pujalte
Empresario con antecedentes penales. Hombre de confianza de Koldo. Recibió 100.000€ de Víctor de Aldama. Supuestamente avisó a Koldo de que le estaban investigando.

### Moreno, Serrano y Tapia
Forman el grupo de chat «Los cuatro mosqueteros». Socios en el negocio del test Covid. La investigación señala que ocultaron fondos y repatriaron efectivo.

## Vínculos con la trama
La UCO, en su investigación, ha destacado a otras personas que han tenido vínculos con la trama. Entre ellas, se encuentran:

### Cristian Corvillo
Cristian Abel Corvillo Aguilar (Peñarroya-Pueblonuevo, Córdoba, 1980) fue chofer de Pedro Sánchez durante sus viajes por Andalucía para recabar apoyos en las primarias de 2017, tras haber sido defenestrado en el Comité Federal del PSOE (1 de octubre de 2016). Durante esos viajes, Cristian mantuvo reuniones con Koldo García y José Luis Ábalos (2019-2021). En la investigación aparece vinculado a Koldo García y a Víctor de Aldama. En 2015 amagó con ser cabeza de lista por el PSOE a la alcaldía de su pueblo, pero la dirección provincial del partido, alineada con Susana Díaz, lo vetó. Cercano a la exalcaldesa socialista de Peñarroya-Pueblonuevo, Luisa Ruiz —condenada a tres años y medio de cárcel por desviar subvenciones para la minería—, Cristian se mudó a Córdoba. En 2024 es vicesecretario de la agrupación socialista cordobesa en el barrio de Ciudad Jardín. Su empresa, Egisse Servicios Asistenciales SI, creada en 2009, fue contratada para gestionar la ayuda a domicilio por algunos ayuntamientos cordobeses, como Hornachuelos, que le rescindió el contrato por el impago de las nóminas a sus empleadas. La sociedad está extinguida desde el 2022.
En la investigación, se señala que Víctor de Aldama, en una conversación telefónica, señala que la tributación por la compra de una casa en el área residencial de La Moraleja (Alcobendas) que pertenecía a una de sus sociedades debería ser asumida por Cristian Corvillo. De Aldama —que se sabía ya investigado— estaba en un proceso de despatrimonialización a través de terceros, trasladando su capital a Portugal. Cristian Corvillo ha negado que llevara a cabo dicha operación. En unas declaraciones a Radio Córdoba, Cristian negó su implicación en la trama, aunque reconoció relaciones societarias entre su hermano y Víctor de Aldama.

### Rubén Corvillo
Rubén Jonás Corvillo Aguilar, hermano de Cristian. Fue concejal del PSOE en la localidad zamorana de Villalobos. En las investigaciones aparece vinculado también a Koldo García y a Víctor de Aldama. Su hermano Cristian reconoció su relación societaria entre Rubén y Víctor de Aldama.

### Jesús Manuel Gómez
Jesús Manuel Gómez García (Madrid, 1970), subsecretario del Ministerio de Transportes. Licenciado en Ciencias Económicas y Empresariales por la Universidad CEU San Pablo de Madrid. Máster en Dirección Pública por el Instituto de Estudios Fiscales y la Escuela de Organización Industrial. El 22 de febrero de 2024 reconoció que tres meses antes, había sacado documentación del Ministerio para el exministro José Luis Ábalos —relacionada con los contratos investigados por la Audiencia Nacional—. Jesús Manuel entregó un sobre a Koldo García, con documentación que había pedido el exministro Ábalos, relativa al análisis que realizaba el Tribunal de Cuentas y la IGAE en relación con los contratos indicados con anterioridad u otros similares, ya que el exministro estaba formulando una querella contra un periodista.
En una declarción ante el juez —el 23 de septiembre de 2024—, señaló que tanto el presidente del Gobierno, Pedro Sánchez, como los ministros José Luis Ábalos (Transportes), Salvador Illa (Sanidad), Fernando Grande-Marlaska (Interior), y Margarita Robles (Defensa), conocían y autorizaron la contratación de material sanitario durante la pandemia. Gómez García indicó que existía una comisión interministerial ocupada de la contratación urgente de mascarillas, que se reunia semanalmente con el presidente Pedro Sánchez. En una de esas reuniones se dio luz verde a la contratación de material sanitario a España a través de la empresa Soluciones de Gestión, por un importe de 53 millones de euros.

### Patrícia Gómez Picard
Patricia Juana Gómez i Picard (Toulouse, 1965). Enfermera y política. Consejera de Salud y Consumo del Gobierno de las Islas Baleares (desde 2015). Militante del PSIB-PSOE. El 8 de mayo de 2020, el Servicio de Salud de las Islas Baleares, a través de Patricia Gómez, adjudicó el contrato con número de expediente SSCC EM 226/20 a Soluciones de Gestión para el suministro de mascarillas FFP2 por un importe de 3.719.500 euros, impuestos incluidos.
Apenas dos meses después, Patricia Gómez ocultó datos y mintió al Parlamento Balear, para seguidamente presumir de buena gestión. El 10 de junio de 2020, Gómez Picard compareció en la Comisión de Salud de la Cámara autonómica, dos días después de que el Gobierno de Baleares hubiese recibido el informe del Centro Nacional de Medios de Protección que confirmaba la deficiente calidad de las mascarillas adquiridas a la empresa Soluciones de Gestión y Apoyo a Empresas S. L.
En septiembre de 2022, Patricia Gómez reconoció que el ejecutivo balear —presidido por Francina Armengol—, había contratado (23 de mayo de 2022) a una empresa para gestionar la reclamación de una facturas cobradas indebidamente por la empresa Panaf Holding, por un importe de 380.000 €; mientras que el mismo ejecutivo balear dejaba sin reclamar el fraude de las mascarillas de Koldo García, por un importe diez veces superior —3,7 millones €—.

### Pilar Paneque
María del Pilar Paneque Sosa (Sevilla, 1958), subsecretaria del Ministerio de Hacienda. Licenciada en Medicina y Cirugía. Es considerada cercana a la ministra María Jesús Montero, desde su época en la Junta de Andalucía. Paneque era la directora del departamento técnico que debía analizar el informe de la auditoria, realizado por la IGAE, y alertar a Ministerio de Hacienda, al leer las irregularidades contenidas en el informe. En concreto: 1. Empresa desconocida: no hay constancia de cómo conoció el ente público la existencia de la empresa Soluciones de Gestión y Apoyo a Empresas S. L.; 2. Sin publicidad: Se incumplió con los requisitos de publicidad previstos en la ley, que no impide que, a posteriori en caso de emergencia, puedan cumplirse las exigencias relacionadas con los principios de publicidad y transparencia; 3. Fuera de plazo: Se incumplió el art. 120.1 de la Ley de contratos de servicio público, que señala la obligación de informar al Consejo de ministros dentro de los treinta días siguientes, y en este caso fueron 38 días; 4. Única oferta: No se negoció ni el precio ni las condiciones de contratación para justificar la elección, de una empresa que no tenía experiencia en la compra de material sanitario.

### Jacobo Pombo
Jacobo Pombo (Santander, 1983). Presidente del Global Youth Leadership Forum, un foro internacional de líderes por el cambio que se celebra en el Palacio de La Magdalena. Este consultor y lobista, formó parte de Nuevas Generaciones del Partido Popular, trabajó en FAES, fue asesor del PP en el Ayuntamiento de Madrid aparece en el sumario como intermediario en la vertiente balear de la trama destapada por la Operación Delorme. Según los informes de la investigación, «Koldo García estaría llevando a cabo sus gestiones para que la reclamación de Baleares no prosperase a través de dos personas distintas. La observación de las comunicaciones y la actividad operativa realizada por esta Unidad han permitido concluir que estos intermediarios serían José Luis Ábalos y Jacobo Pombo». El juez Ismael Moreno, piensa que las maniobras realizadas por Koldo habrían surtido efecto porque el Gobierno de Baleares, presidido por la popular Marga Prohens dejó caducar la reclamación.

### Francisco Toledo
Francisco Toledo Lobo (Castellón de la Plana, 1962). Fue presidente de Puertos del Estado (hasta noviembre de 2021). Histórico del PSPV-PSOE. Catedrático de Ciencias de la Computación e Inteligencia Artificial de la Universidad Jaume I de Castellón de la que ha sido rector (2001-2010). Francisco Toledo fue el responsable de la contratación de la empresa Soluciones de Gestión y Apoyo a Empresas S. L.,cuyo contrato formalizó a raíz de una orden ministerial de 20 de marzo de 2020 que ordenaba a Puertos del Estado adquirir ocho millones de mascarillas. El departamento de contratación de Puertos ejecutó la decisión y se adjudicó a dicha empresa, ya que había sido la única oferta presentada.
El 21 de marzo de 2020, José Luis Ábalos, apoyándose en la normativa que regía el estado de alarma, eligió a Puertos del Estado como órgano de contratación. Sin embargo, el día anterior, 20 de marzo, Soluciones de Gestión ya había emitido una factura pro forma con las características solicitadas y descritas por Toledo. Según consta en el sumario, Toledo firmó esta factura el mismo día 21 de marzo. Es decir, ya tenía conocimiento previo de que dicha empresa podía proveer el pedido de mascarillas que se iba a centralizar a través de Puertos del Estado. El propio Ábalos colocó a Koldo García como miembro del Consejo Rector de Puertos del Estado, —donde permaneció entre el 20 de junio de 2019 y el 20 de julio de 2021—.Soluciones de Gestión suministró los ocho millones de mascarillas por un importe de veinticuatro millones de euros, impuestos incluidos. Es inusual la rapidez en el adjudicación y entrega del dinero, por parte de Puertos del Estado a la empresa Soluciones de Gestión, en tan solo cuatro días y sin haber contratado nunca antes con la Administración.
Toledo Lobo compadeció ante la comiisón de investigaión del Caso Koldo, el 30 de mayo de 2024. En su intervención responsabilizó a su subordinado Álvaro Sánchez Manzanares de realizar todas las gestiones para que la concesión de las mascarillas FFP2 saliera adelante, con la empresa Soluciones de Gestión, pese a tenr otra oferta a mitad de precio. El contrato firmado entre Puertos del Estado y Soluciones de Gestión y Apoyo a Empresas S. L. es esencial, al ser el primer contrato que se firmó, y el más abultado; y que sirvió de puerta de entrada para contratar después con otras empresas: Adif, Ministerio del Interior, Gobierno de Canarias, y Gobierno de Baleares.

### Jéssica Rodríguez
Jéssica Rodríguez, fue pareja extramatrimonial de José Luis Ábalos. Jéssica, estudiante de odontología en aquel momento, acompañó al ministro Ábalos en más de quince viajes oficiales, mientras ostentaba un cargo en dos empresas públicas: Ineco y Tragsa. A cambio de su compañía, Jessica recibió 1.500 euros al día. Además, Jessica residió en un apartamento ubicado en la madrileña Plaza de España, durante dos años y medio. La Unidad Central Operativa (UCO), descubrió que la vivienda había sido costeada por el empresario Víctor de Aldama como una supuesta contraprestación a Ábalos. Víctor de Aldama admitió ante el juez, que había pagado los 2.700 euros mensuales de alquiler de dicha residencia. Por el contrario, Koldo García, señaló una versión diferente, asegurando que la vivienda era en realidad un piso de empresa en el que se permitía pernoctar a Jessica, y los gastos del piso los abonaban: Luis Alberto Escolano, y su hermano Joseba.

## Consecuencias
El 27 de febrero de 2024, el PSOE, a través de una resolución firmada por Santos Cerdán, suspendió a José Luis Ábalos como militante del Partido Socialista ante su negativa a entregar el acta de diputado y pasar al Grupo Mixto. 
El 5 de marzo de 2024, Óscar Puente —ministro de Transportes—, destituyó a Álvaro Sánchez Manzanares (Madrid, 1972) —secretario general de Puertos del Estado—, tras conocerse que Puertos del Estado mintió a los investigadores de la Oficina Nacional de Investigación del Fraude (ONIF) de la Agencia Tributaria, ocultando que Víctor de Aldama, el comisionista amigo de Koldo García, era el conseguidor de la trama. Sánchez Manzanares negó que tuviera alguna relación con la contratación, pese a que se conocía al menos un correo que probaba que Sánchez Manzanares trató con Víctor de Aldama. Su cese se produjo poco después de que se conociera el embuste a través de la prensa.
Sánchez Manzanares es licenciado en Derecho (Universidad Carlos III de Madrid), donde fue profesor ayudante. También fue militante en su juventud del PSOE, llegó a formar parte del área jurídica del Partido Socialista (2009-2017). Llegó a Puertos del Estado en 2009, de la mano del político socialista Pepe Blanco.
Además, el mismo día el Congreso de los Diputados aprobó la creación de una comisión de investigación sobre los contratos de todas las administraciones públicas durante la pandemia, incluidas las autonómicas, a pesar del voto en contra del Partido Popular, como ya advirtió que votaría cuando el PSOE pidió la creación de dicha comisión. El 12 de marzo, el Senado aprobó, esta vez por unanimidad, crear una comisión similar, pero en este caso centrada únicamente en los contratos sospechosos de Soluciones de Gestión y Apoyo a Empresas.
El jueves 12 de junio de 2025, tras conocerse un informe de la UCO, en el que se registraron conversaciones de Santos Cerdán con José Luis Ábalos y su exasesor Koldo García, sobre presuntos cobros de comisiones a cambio de adjudicaciones en carreteras, anunció su dimisión de todos sus cargos en el partido y su intención de dejar el acta de diputado. El 16 de junio de 2025 renunció a su escaño en el Congreso y abandonó el PSOE.
La Unidad Central Operativa (UCO) descubrió durante el registro del domicilio de Joseba Antxon Alonso Egurrola un documento crucial: una escritura privada de compraventa de participaciones sociales. Este documento revela que Santos Cerdán poseía el 45% de Servinabar 2000 SL, una de las empresas clave presuntamente implicadas en la red de amaños de contratos de obra pública. A pesar de ser una empresa modesta, con solo nueve empleados, Servinabar 2000 SL, en Unión Temporal de Empresas (UTE) con Acciona, obtuvo seis importantes adjudicaciones públicas que superan los cien millones de euros en total. 
Entre estos proyectos, destaca la construcción de 46 viviendas públicas en Pamplona, financiadas con Fondos Next Generation de la Unión Europea. El contrato de mayor envergadura otorgado a la UTE de Cerdán y Acciona es la duplicación del túnel de Belate, valorado en 76 millones de euros. Esta adjudicación fue objeto de denuncia en diciembre de 2024 por parte de Unión del Pueblo Navarro y un particular, quienes señalaron varias irregularidades en el proceso de contratación. El Gobierno de María Chivite se encuentra bajo sospecha de haber favorecido a Acciona y Servinabar 2000 en esta adjudicación. De hecho, tres de los ocho miembros de la mesa de contratación emitieron votos particulares, alegando que el proceso de valoración fue manipulado y que no se garantizó la imparcialidad necesaria en esta licitación pública. Ante estos hechos, el Ejecutivo navarro ha anunciado su intención de personarse como acusación particular en el Tribunal Supremo en el caso Koldo. Su objetivo es defender los intereses de la Hacienda Foral de Navarra, al considerar que se ha producido un presunto daño patrimonial.